# Sailor Hat (операция ВМС США)

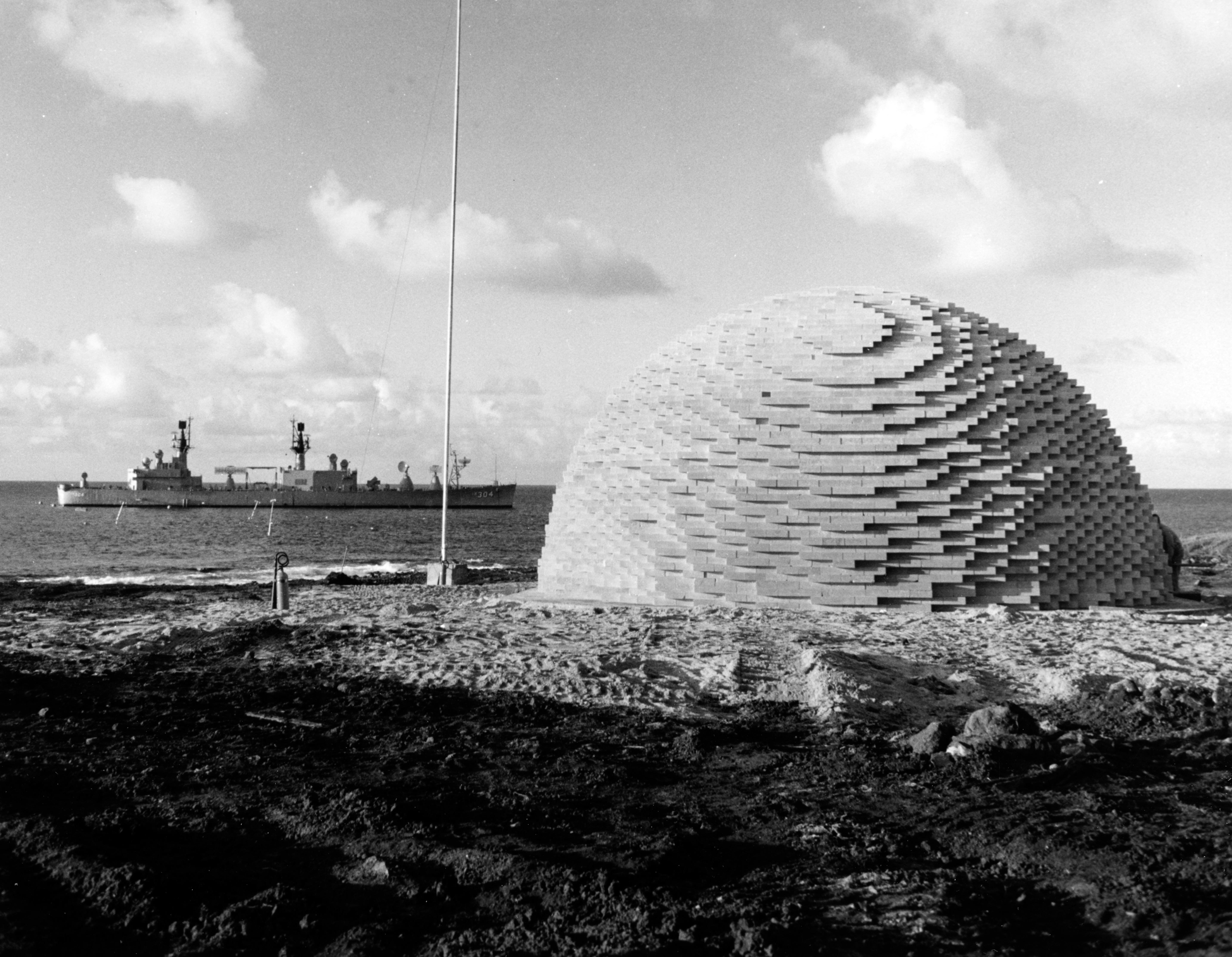
Пятисоттонный штабель тринитротолуола (6 × 12 м) перед взрывом

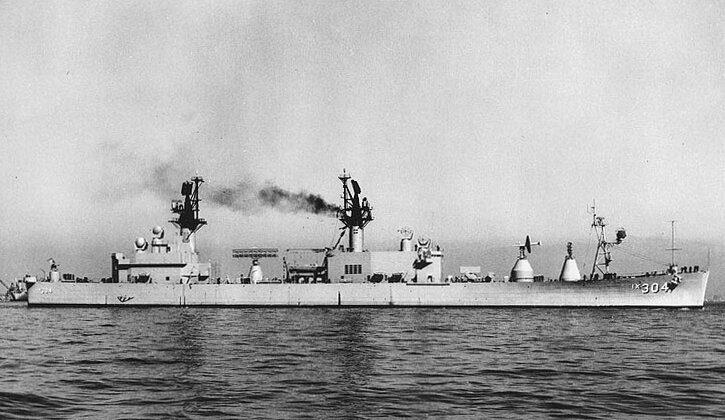
Крейсер «Атланта» после реконструкции, конец 1964 года

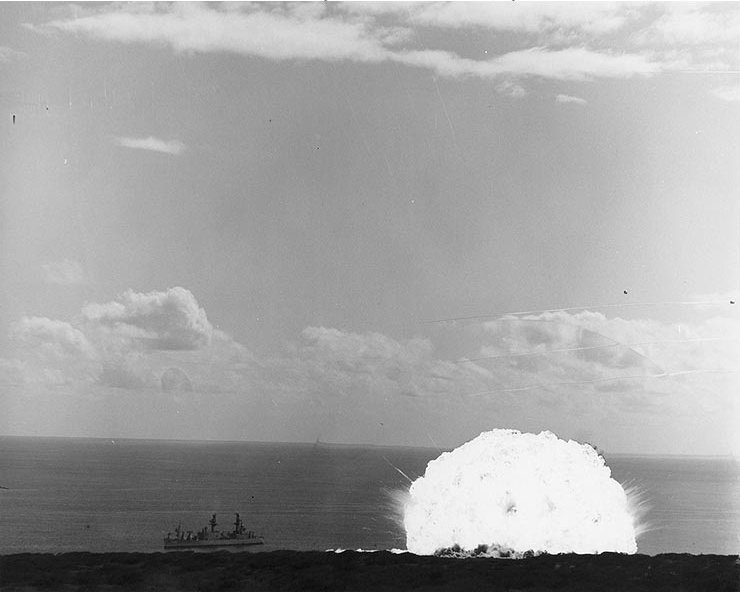
Взрыв «Чарли»: детонация и появление огненного облака

Один из взрывов: ударная волна уходит от продуктов детонации

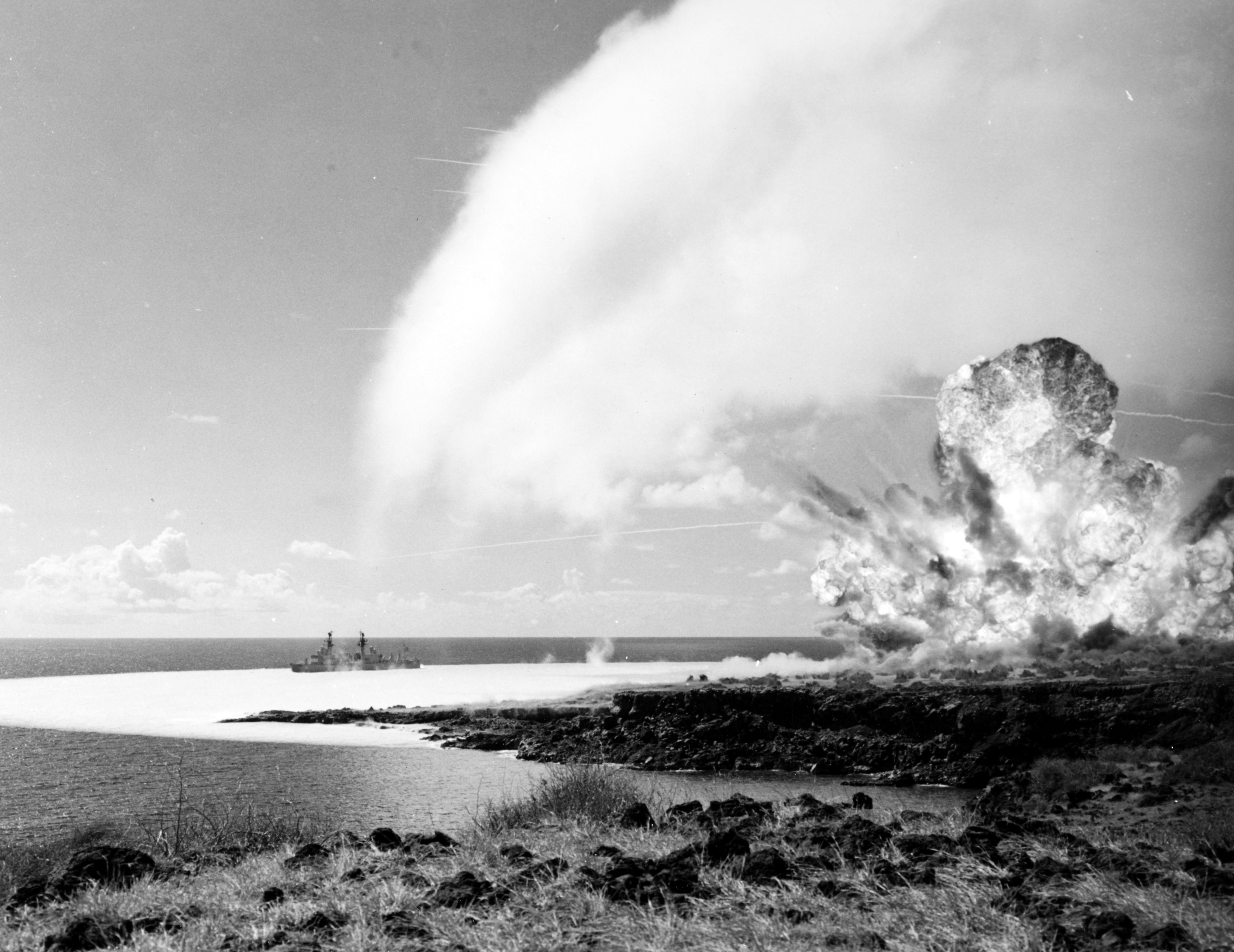
Испытание «Браво»: момент появления инверсионного облака за ударной волной

«Кратер Sailor’s Hat»

«Sailor Hat» (букв. «матросская шляпа») — операция ВМС США по определению воздействия ударной волны взрывов большой мощности на боевые корабли и их оборудование. Испытания проводились при помощи больших (до 500 американских тонн) зарядов обычных взрывчатых веществ на острове Кахоолаве (Гавайи) в 1965 году. В рамках операции также проводились исследования в области сейсмологии, подводной акустики, распространения радиоволн, метеорологии.

## Проведение испытаний
Взрывчатка была уложена на берегу полусферическим штабелем, который состоял из 30 тысяч 15-килограммовых тротиловых шашек.
В качестве тестовых кораблей в операции участвовали лёгкий крейсер
CL-104 «Атланта», ракетные крейсера
DLG-22 «Инглэнд» и
DLG-19 «Дейл», ракетные эсминцы
DLG-22 «Кохрейн»,
DDG-22 «Бенджамин Стоддерт» и
DDG-9 «Тауэрс», канадский эскортный эсминец
DDH 233 «Фрейзер».
Каждое испытание в рамках операции состояло из подрыва 500-тонного штабеля ТНТ на побережье острова Кахоолаве в непосредственной близости от принимавших участие в испытаниях кораблей. С каждым испытанием корабли приближались к месту взрыва. Всего было проведено три испытания: «Браво» 6 февраля 1965 года, «Чарли» 16 апреля 1965 года и «Дельта» 19 июня 1965 года.
Основным экспериментальным кораблём был бывший лёгкий крейсер «Атланта», который с 1 июля 1949 года находился в составе Тихоокеанского резервного флота США (англ. Pacific Reserve Fleet). 15 мая 1964 года он был возвращён в состав флота под номером IX-304 и подвергся реконструкции на верфи San Francisco Naval Shipyard. В процессе реконструкции старая надстройка корабля была демонтирована, вместо неё были смонтированы несколько экспериментальных надстроек с установленным на них оборудованием различного назначения, предназначенным для новых ракетных эсминцев и фрегатов. В этой конфигурации крейсер подвергся воздействию трёх взрывов, проведённых на различном расстоянии от корабля. Внутри корабля были установлены более 500 высокоскоростных камер и 100 компьютеров для сбора информации.
Во время испытаний на корабле находилась команда в составе около 120 человек.

## Результаты
Влияние взрывов на внутреннее оборудование корабля записывалось на камеры. Испытания показали, что силы взрыва достаточно, чтобы разрушить стальные крепления и сбросить с постаментов тяжёлое радиолокационное оборудование. Однако несмотря на серьёзные повреждения, корабли оставались на плаву. Кроме того, взрывной волной были уничтожены два наблюдательных дирижабля, находившиеся высоко над землёй.
Наименьшие повреждения получил крейсер «Инглэнд», находившийся на наибольшем удалении от эпицентра. Он получил вмятину от выброшенного взрывом камня.
Воронка от взрыва, получившая название «кратер Sailor’s Hat», в настоящее время представляет собой искусственный водоём, в котором обитает креветка Halocaridina rubra.

## Интересные факты
Стоимость 500 тонн взрывчатки в ценах 1965 года составляла 1 млн долларов США.